# 俄羅斯的妮娜·格奧爾基耶芙娜公主
妮娜·格奧爾基耶芙娜（1901年6月20日—1974年2月27日），俄罗斯大公格奥尔基·米哈伊洛维奇长女，出生于圣彼得堡新米歇爾宮。
妮娜·格奧尔基耶芙娜母親希臘的瑪麗亞公主並不適應婚後于俄羅斯的生活，且厭惡其丈夫。1914年，希臘的瑪丽亞公主帶著妮娜·格奧尔基耶芙娜与獨妹謝妮亞·格奧尔基耶芙娜移居英国。1922年，妮娜·格奧尔基耶芙娜与格鲁吉亚貴族保羅·恰夫查瓦澤（Павел Чавчавадзе）結婚，兩人共育有1子：大衛·恰夫查瓦澤（1924－2014）。1927年，妮娜·格奧尔基耶芙娜与家人移居美国。

## 内文引用
1. ↑  " A Romanov Diary": Grand Duchess George of Russia, p. 176
2. ↑  Zeepvat (2004)